# Широка фасција
Широка фасција (лат. fascia lata) је дубока фасција бутине, која обухвата  мишиће бутине и тако формира спољну границу фасције као дела бутине који су изнутра одвојени интермускуларним септумом. Широка фасција је задебљана на својој бочној страни, где формира илиотибијални тракт, структуру која се протеже до голењаче и служи као место везивања мишића.

## Етимологија
Широка фасција је тако названа због својих великих димензија (лат. fascia lata), што у  суперлативу на лат. latissimus - значи најшири или најшире.

## Грађа
Широка фасција је уграђена у целу бутину, али варира у дебљини у различитим деловима. Дебља је у горњем и бочном делу бутине, где прима влакнасту експанзију великог седалног мишића, у делу где затезач широке фасције  уметнут између његових слојева. Иза и на горњем и средњем делу, где прекрива адуктор фасција поново постаје јача око колена, примајући влакнаста проширења тетиве двоглавог бутног мишића бочно, медијално од сарториуса и од четвртастог бутног мишића, испред.

### Функција
Широку фасцију окружују мишиће затезачи фасцију. То су влакнасте овојнице која поткожно окружује бутину. Ово опкољавање мишићима фасцијом омогућава да се мишићи чврсто повежу у јединствену целину.

### Анатомски односи

#### Изнад и иза
Изнад и иза (или проксимално и постериорно) широка фасција је на задњој страни сакрума и тртичне кости; 
*бочно, до илијумског гребена; 
*испред, до ингвинални лигаментингвиналног лигаманта и до горњег рамуса пубиса; 
*медијално, до доњег пубисног рамуса, до доњег рамуса и кврге исхиума, те доње границе саркотуберозног лигамнта.
Везана за илијачни гребен она прелази преко мишића глутеус медиуса до горње границе глутеус маxимус, где се дели на два слоја, од којих један пролази површински, а други испод овог мишића. На доњој граници мишића ова два слоја се поновно уједињују.

#### Бочно
Бочно или латерално, широка фасција прима већи дио тетиве великог седалног мишића и постаје пропорционално задебљана.
Део широке фасције причвршћен на предњи део илијачног гребена, који одговара хватишту затезача широке  фасције протеже се низ бочну страну бутине у два слоја, један површински и други испод овог мишића. На доњем крају мишића та два слоја се уједињују и формирају јак појас, након што су прво обухватили мишиће. Тај се појас наставља према доле под именом илиотибијски појас и везан је за бочни кондилус голењаче.
Део илиотибијског појаса који се налази испод затезача широке  фасције продужен је према горе како би се придружио бочном делу капсуле зглоба кука.

#### Испод
Испод,  широка  фасција је причвршћена на све истакнуте тачке око коленог зглоба, или кондила тибије и главе фибуле.
С обе стране колена ојачана је попречним влакнима из доњих делова великих мишића (три од четири главе четвороглавог мишића) који су причвршћени и подржавају ову кост.
Дубока површина широка фасција даје две снажне интермускуларне септе које су причвршћене целом дужином линеа аспера и њеним продужењима изнад и испод, које раздвајају  бочне интермускуларне преграде. Јача од ова две преграде, који се протеже од уметања великог седалног мишића до латералних кондилуса, раздваја вастус латералис испред кратке главе двоглавог бутног мишића иза и даје делимично хватиште овим мишићима;. Док је медиални интермускуларни септум  тањи и одваја вастус медиалис од адуктора.
Поред ових, постоје и бројне мање септе, која одвајају поједине мишиће, аи тиме их сваки од њих ставља у посебан омотач.

## Клинички значај
Од 1920-их година широка  фасција умрлих давалаца користила се у реконструктивној хирургији. Потом је 1999. одобрено од ФДА да се очуване широке фасције, као ткивни производ, користе  за замену подручја изгубљене фасције или колагена.
Како широка  фасција  нормално обавља функцију обавијања и затезања мишића у бутини, због ове функције  користи се као трансплантат за пацијенте с парализом лица. Она нуди потпору мишићима који чине лице и та подршка повећава опоравак мишића лица. Хирурзи користе широку  фасцију и као неку врсту праћке за лице како би подупрли парализоване мишиће лица, везивањем фасције око средишта доње усне, угла уста и средишта горње усне.
Мали део широке  фасције, изрезан кроз кожни рез мањи од једног центиметра на доњој бочној страни бутине, користи се за реконструкцију бубне опне у ушима код тимпанопластике. Такође већи део фасције користи се и у носној ендоскопској операцији базе лобање.

## Галерија
- Површинске гране унутрашње пудендалне артерије.
- Феморални омотач отворен да покаже своја три одељка.